# Agila I.
Agila I. (gotsko Agila) je bil od leta 549 do 554 kralj hispanskega Vizigotskega kraljestva, * ni znano, † marec 554, Mérida, Vizigotsko kraljestvo.
Po smrti kralja Amalrika, zadnjega vladarja iz Vizigotske dinastije, se je v kraljestvu začela državljanska vojna med ambicioznimi gotskimi plemiči, ki so kandidirali za vizigotski prestol.
Agila je prišel na prestol po umoru kralja Tevdigizela, ki je vladal manj kot eno leto. Takoj po prevzemu oblasti so izbruhnili upori, najprej v Córdobi,  za katerega Izidor Seviljski trdi, da so ga sprožili lokalni katoliki, ki so nesprotovali njegovemu arijanstvu.  Za Agilo piše, da je cerkev, posvečeno lokalnemu svetniku Acisklu, oskrunil s prelivanjem krvi njegovih sovražnikov in njihovih tovornih živali. Pripisuje mu tudi krivdo za smrt njegovega sina in večine njegove vojske.
Agilu so se uprli tudi lokalni dinast Aspidij, ki je vzpostavil svojo oblast v eni od goratih pokrajin, zemljiški posestniki v Kantabriji, ki so ustanovili svoj senat, da bi urejal njihove zadeve, in več drugih.
Njegov najpomembnejši nasprotnik je bil Atanagild, ki se je uprl leta 551 po Agilovem porazu v Córdobi. Njuni vojski sta se udarili v Sevilji, kjer je bil Agila drugič poražen. Po porazu se je v dogajanja vmešala tretja stran – Bizantinsko cesarstvo. Bizantinska vojska s Sicilije se je na Agilovo ali Atanagildovo vabilo, poročila o tem si nasprotujejo, se je leta 552 izkrcala  na jugu Iberskega polotoka.
V konfliktu med tremi stranmi je bil Agila ubit. Po Izidorjevem pisanju so ga ubili njegovi vojaki, ki so spoznali uničujoče posledice vojne, s katero se je Agila poskušal obdržati na oblasti. Nasledil ga je Atanagild, katerega so plemiči priznali za kralja. Bizantinci so na osvojenem ozkem pasu sredozemske obale ustanovili provinco Spanio, ki se je obdržala do leta 624.